# 38 км (зупинний пункт, Донецька залізниця, Покровський район)
38 кіломе́тр — пасажирська зупинна залізнична платформа Лиманської дирекції Донецької залізниці (до грудня 2014 р. Ясинуватська дирекція).
Розташована на півночі м. Курахове у Покровському районі Донецької області на лінії Рутченкове — Покровськ між станціями Роя (6 км) та Цукуриха (10 км).
Через військову агресію Росії на сході України транспортне сполучення припинене.

## Історія
Під час розгляду проекту залізниці Рутченкове — Гришине (Покровськ) у 1913-1914 роках на місці зупинного пункту 38 км було передбачено роздільний пункт Вовча, по якому розглядадася можливість примикання тупикової гілки на Курахівку (остаточно було вирішено облаштувати її примикання по роз'їзді Цукуриха).
У 20-ті роки ХХ століття в околицях сучасного зупинного пункту було облаштовано пост 35-ї версти, по якому примикала залізнична гілка не загального користування протяжністю 2 версти до баластного кар'єру Катерининської залізниці.
Зупинку дизель-потягів місцевого сполучення Іловайськ — Лозова і Попасна — Добропілля по зупинному пункті 38 км відкрили в 1991 році.